# Cá chạch khoang
Cá chạch khoang (Danh pháp khoa học: Macrognathus circumcinctus) là một loài cá nước ngọt trong họ Cá chạch sông (Mastacembelidae), thuộc về chi Macrognathus.

## Đặc điểm
Thân dài, hơi dẹp bên; đầu nhỏ, nhọn; mõm nhọn kéo dài, phía trước mõm có nếp da hoạt động được, chia thành 3 thùy, hai thùy bên có dạng ống là lỗ mũi trước; miệng dưới nhỏ, rãnh miệng ngắn; mắt nhỏ, nằm dưới da, hơi lệch về phía nửa trên của đầu; có 1 gai nhọn nằm ở trước và dưới mắt hướng về phía sau; có 2 gai nhọn ở gốc xương nắp mang, lỗ mang hẹp, lược mang rất ngắn và thưa. Vây lưng chia thành 2 phần: phần trước gốm các gai cứng rời nhau, gai cuối cùng dài và to nhất, màng da chỉ có ở gốc; phần sau là các tia mềm; vây lưng và vây hậu môn dính liền với vây đuôi; vây hậu môn có 3 gai, gai thứ 3 chìm sâu trong da.
Vây ngực tròn ngắn; không có vây bụng. Vẩy nhỏ, mịn, phủ khắp thân và đầu; đường bên liên tục; lưng và mặt bên màu nâu nhạt, bụng trắng; sọc 2 bên thân có 16-20 sọc ngang không đều, màu nâu thẫm ở phần trước thân chạy qua lưng, rộng nhưng kéo dài xuống đến bụng và ở phần sau thân không đều tại rìa vây hậu môn; trên lưng từ sau mắt đến phần tia mềm vây lưng các sọc bị đứt đoạn và có dạng hình đốm bao quanh bởi các viền trắng, từng cặp đối xứng qua đường giữa lưng; giữa các sọc đậm có các sọc nhạt hẹp hơn.

## Phân bố
Loài cá này được biết đến từ lưu vực sông Mae Klong và Chao Phraya cho tới lưu vực hạ lưu sông Mê Kông, bán đảo Mã Lai, Indonesia (Sumatra) và Sarawak (lưu vực sông Rajang).
Quốc gia bản địa: Campuchia, Indonesia (Sumatra), Lào, Malaysia (Malaysia bán đảo, Sarawak), Thái Lan, Việt Nam.